# Seznam naučných stezek v Moravskoslezském kraji
Seznam naučných stezek v Moravskoslezském kraji zahrnuje seznamy naučných stezek, které jsou celé či alespoň svou částí na ploše Moravskoslezského kraje. Další členění je podle okresů:
- Seznam naučných stezek v okrese Bruntál
- Seznam naučných stezek v okrese Frýdek-Místek
- Seznam naučných stezek v okrese Karviná
- Seznam naučných stezek v okrese Nový Jičín
- Seznam naučných stezek v okrese Opava
- Seznam naučných stezek v okrese Ostrava-město
  - Seznam naučných stezek v Ostravě